# Antoine Gautier de Montdorge
Antoine Gautier de Montdorge (17. ledna 1701 Lyon – 24. října 1768 Paříž) byl francouzský dramatik a libretista.

## Dílo
- l’Île de Paphos, 1717
- les Fêtes d’Hébé, ou les talents lyriques, opera-balet na hudbu Rameaua
- Réflexions d’un peintre sur l’opéra, 1741
- Art d’imprimer les tableaux en trois couleurs, 1756
- l’Opéra de société, 1762
- Quelques Lettres écrites, en 1743 et 1744 par une jeune veuve, au chevalier de Luzeincour, 1761

Přispěl i do Encyklopedie Denise Diderota.